# (26894) 1995 KN1
1995 كي أن 1 (ويعرف أيضًا باسم (26894) 1995 كي أن 1 وفق تسمية الكوكب الصغير) (بالإنجليزية: 1995 KN1)‏ هو كويكب ضمن حزام الكويكبات؛ وترتيبه 26894 من حيث الاكتشاف.
اكتُشف هذا الجُرم الفلكي بواسطة Antonio Vagnozzi ‏ في 29 مايو 1995.

## وصلات خارجية
- (26894) 1995 KN1 في قاعدة بيانات مختبر الدفع النفاث لأجرام النظام الشمسي الصغيرة

- الاكتشاف · مخطط المدار ·  العناصر المدارية · المعلمات المادية

- (26894) 1995 KN1 على موقع ويكي سكاي: DSS2, SDSS, GALEX, IRAS, Hydrogen α, X-Ray, Astrophoto, Sky Map, Articles and images